# Alcaeorrhynchus grandis
Alcaeorrhynchus grandis ist eine Wanzenart aus der Familie der Baumwanzen (Pentatomidae). Die Wanzenart trägt die englische Bezeichnung Giant Strong-nosed Stink Bug („Riesige Stinkwanze mit großer Nase“).

## Merkmale
Die braun gefleckten sehr großen Wanzen besitzen an den Seiten des Halsschildes (Pronotum) einen Doppeldorn, der seitlich nach vorne gerichtet ist. Dadurch unterscheiden sie sich von den ähnlichen aber wesentlich kleineren Wanzen der Art Podisus maculiventris, die lediglich einfache Dornen besitzen.
Die Männchen sind 16–21 mm lang, während die Weibchen eine Körperlänge von 18–25 mm erreichen.
Die hellen Beine der Wanzen sind dunkel gebändert. Das helle Connexivum (auf der Seite sichtbarer Teil des Abdomens) besitzt dunkle Flecken.
Die blauschwarz gefärbten Nymphen des 3. bis 5. Stadiums besitzen seitlich am Halsschild rote Kiele.

## Vorkommen
Alcaeorrhynchus grandis ist die größte in Florida vorkommende zoophage Wanze der Familie Pentatomidae. Ihr Verbreitungsgebiet erstreckt sich über den Süden der Vereinigten Staaten sowie über Mexiko, Costa Rica, Kolumbien und Brasilien. Außerdem wurde die Wanzenart auf den Galapagos-Inseln eingeschleppt.

## Lebensweise
Die Wanzen ernähren sich räuberisch von Käfern und deren Larven sowie von Schmetterlingsraupen. Sie kommen auf landwirtschaftlich genutzten Agrarflächen vor, wo Sojabohnen und andere Feldfrüchte angebaut werden.
Die Gelegegröße von Alcaeorrhynchus grandis besteht gewöhnlich aus 100 bis 200 Eiern.
Die Entwicklung der Wanze umfasst fünf Nymphenstadien. Die komplette Entwicklungsdauer beginnend mit der Eiablage liegt bei etwa 60 Tagen.

## Taxonomie
Die Wanzenart trug ursprünglich die Bezeichnung Canthecona grandi Dallas, 1851. Es gibt noch eine verwandte Art, Alcaeorrhynchus phymatophorus, welche jedoch anhand der Dornenausrichtung und der Form der Paramere unterschieden werden kann.